# Jérôme Mauche
Jérôme Mauche est un écrivain et poète français né le 20 décembre 1965. Il vit et travaille à Paris, fut enseignant à l'École nationale des beaux-arts de Lyon et l'est actuellement à la Villa Arson à Nice.
En parallèle à son travail d’écrivain, il poursuit de nombreuses activités : critique d'art sur Synesthesie.com, organisateur d'un cycle de lectures de poésie au Musée Zadkine et d'un festival de performances à la Ménagerie de verre, directeur de la collection « Les Grands Soirs » aux éditions Les Petits Matins.

## Ouvrages
- Les Possibles, Nicolas Philippe, 2002
- Le Dernier des derniers avec Alex Pou, MIX., 2002
- Esaü à la chasse, MIX., 2003
- L’Indicatif marqueur progressivement, Little single, 2003
- Fenêtre, porte et façade, Le bleu du ciel, 2004
- Hôtel piscine avec Loïc Raguénès, La salle de bain, 2004
- Électuaire du discount, Le bleu du ciel, 2004
  - (de) extraits: Elektuarium im Sonderangebot, en Den gegenwärtigen Zustand der Dinge festhalten. Zeitgenössische Literatur aus Frankreich. Magazine "die horen", 62, 267, Automne 2017  (ISBN 9783835331211)
- Tuyautés de pans de flûte de mémoire, L’Attente, 2005
- Superadobe, Le bleu du ciel, 2005
- La Maison Bing, cipM / Spectre Familiers, 2008
- Isotypie sur doxogravure, Le Triangle, 2008
- Le Placard en flammes, Le Bleu du ciel, 2009
- « Autant que faire se peut », in Loïc Raguénès. Visitez le Jura, cat. d'expo., Musée des Beaux-Arts de Dole / Les Presses du Réel, 2009

## Commissariat d’expositions
- Musée Unterlinden, Colmar
- Musée d'art moderne, Saint-Étienne
- Musée Zadkine, Paris
- Musée Matisse, Le Cateau-Cambrésis